# Finale de la Coupe d'Angleterre de football de 1888
Le match de football opposant West Bromwich Albion et Preston North End FC en finale de la 17e FA Cup se tient le 24 mars 1888. Devant 19 000 spectateurs au Kennington Oval de Londres, WBA s'impose sur Preston, 2-1.
Cette victoire de WBA est la première très grosse surprise de l'histoire du football. Preston était tellement certain de l'emporter, que le capitaine des Invincibles avait obtenu la faveur de se faire photographier avec le trophée avant le match... North End restait, il est vrai, sur une impressionnante série de 44 matchs sans défaite, tandis qu'en sept matchs de FA Challenge Cup 1887-88, Preston avait marqué pas moins de 55 buts ! Les joueurs vedettes, écossais en premier lieu, de Preston étaient renommés comme des « experts » du jeu, tandis que WBA alignait seulement une formation de joueurs locaux. Non, West Bromwich Albion n'avait aucune chance de gagner... Les Baggies s'imposent pourtant, comme ils l'avaient fait un an plus tôt en demi-finale face au même Preston.
L'un des joueurs les plus en vue au cours de cette partie fut l'ailier droit de WBA William Isaiah « Billy » Bassett. Après sa belle prestation lors de cette finale, il intègre l'équipe d'Angleterre de football (16 sélections).

## Fiche technique du match
- WBA : Roberts – Aldridge, Green – Horton, Perry, Timmins – Bassett, Woodhall, Bayliss, Wilson et Pearson. Tous les joueurs de WBA sont Anglais. C'est la première fois qu'une équipe composée uniquement de joueurs anglais gagne la FA Cup.

- Preston : Mills-Roberts – Howarth, N.J. Ross – Holmes, Russell, Graham – Gordon, Ross, Goodall, Dewhurst, Drummond.

- Arbitre : Major Marindin.

- Buts pour WBA : Bayliss et Woodhall

- But pour Preston : Dewhurst